# Classic 220
Classic 220 è il secondo album del duo hip hop statunitense 2nd II None, pubblicato nel 1999 da Arista Records.

## Descrizione
| Recensione    | Giudizio |
| ------------- | -------- |
| AllMusic      | [ 1 ]    |
| The A.V. Club | negativo |

Otto anni dopo il debutto, grazie al successo della compilation della Arista Records Profilin' the Hits (1999), il duo firma con l'etichetta e produce il suo secondo sforzo, l'ultimo commerciale: Classic 220. I 2nd II None tentano vanamente di aggiornarsi al suono attuale, tuttavia il disco mantiene un retrogusto musicale old school. Gangsta D e KK non abbandonano temi misogini, vanagloriosi e sessisti, costruendo un album «disastroso» – si salva la sola Up 'n da Club – anche sotto il punto di vista musicale.

## Tracce
1. Stragglaz – 5:00 – The Noma
2. Up 'N Da Club (featuring The Fixxers) – 4:54 – DJ Quik
3. Don't U Hide It – 5:18 – DJ Quik, 2nd II None
4. Whateva U Want (featuring AMG & James DeBarge) – 4:05 – DJ Quik
5. Make 'Em Understand (featuring Mausberg) – 4:31 – DJ Quik
6. Pawdy (featuring Playa Hamm) – 4:34 – Robert Bacon
7. Back Up Off the Wall (featuring DJ Quik) – 6:07 – DJ Quik
8. Y? – 4:20 – DJ Quik
9. If U Ain't Fuckin' – 4:44 – DJ Quik
10. Don't Do Dat – 4:38 – 2nd II None
11. Princess (featuring James DeBarge) – 4:19 – DJ Quik
12. Love U – 3:30 – Sean Freehill
13. Got a Nu Woman (featuring The Fixxers, Hi-C & Playa Hamm) – 8:49 – DJ Quik

## Classifiche settimanali
| Classifica (1999)         | Posizione massima |
| ------------------------- | ----------------- |
| Stati Uniti               | 162               |
| US Top R&B/Hip-Hop Albums | 40                |